# Valsa querna
Valsa querna är en svampart som först beskrevs av Curr., och fick sitt nu gällande namn av Berk. & Broome 1859. Valsa querna ingår i släktet Valsa och familjen Valsaceae.   Inga underarter finns listade i Catalogue of Life.